# Château Louis XIV
El Château Louis XIV es un palacete moderno al estilo château construido entre 2008 y 2011, ubicado en Louveciennes (Isla de Francia), no lejos del Palacio de Versalles, en el área metropolitana de París, Francia.
Se trata de una gran construcción amurallada y rodeada de un foso, muy al estilo de los châteaus históricos, aunque con un interior moderno que reúne el confort de la modernidad. Cubre una superficie de 7000 m², de los que 5000 m² son habitables, y posee unas de 23 hectáreas ajardinadas, que en tiempos de Luis XIV de Francia (el Rey Sol) —cuyo nombre recibe y al que homenajea— formaban parte de los dominios de Versalles.
El château es la obra magna del empresario y promotor inmobiliario francosaudí nacido en Líbano, Emad Khashoggi, propietario de COGEMAD, la empresa promotora del proyecto. En 2015 fue adquirido por el príncipe heredero saudí Mohamed bin Salmán por un total de 301 millones de dólares, récord mundial de precio pagado por una propiedad residencial.